# Urdaneta (Pangasinan)
Urdaneta is een stad in de Filipijnse provincie Pangasinan op het eiland Luzon. Bij de laatste census in 2007 had de stad bijna 121 duizend inwoners.

## Geografie

### Bestuurlijke indeling
Urdaneta is onderverdeeld in de volgende 34 barangays:
| - Anonas - Bactad East - Bayaoas - Bolaoen - Cabaruan - Cabuloan - Camanang - Camantiles - Casantaan - Catablan - Cayambanan - Consolacion | - Dilan Paurido - Dr. Pedro T. Orata - Labit Proper - Labit West - Mabanogbog - Macalong - Nancalobasaan - Nancamaliran East - Nancamaliran West - Nancayasan - Oltama | - Palina East - Palina West - Pinmaludpod - Poblacion - San Jose - San Vicente - Santa Lucia - Santo Domingo - Sugcong - Tipuso - Tulong |

## Demografie
Urdaneta had bij de census van 2007 een inwoneraantal van 120.785 mensen. Dit zijn 9.203 mensen (8,2%) meer dan bij de vorige census van 2000. De gemiddelde jaarlijkse groei komt daarmee uit op 1,10%, hetgeen lager is dan het landelijk jaarlijks gemiddelde over deze periode (2,04%). Vergeleken met de census van 1995 is het aantal mensen met 20.522 (20,5%) toegenomen.

De bevolkingsdichtheid van Urdaneta was ten tijde van de laatste census, met 120.785 inwoners op 121 km², 998,2 mensen per km².

## Geboren in Urdaneta
- Danny Ildefonso (8 december 1976), basketballer;

Agno · Aguilar · Alaminos · Alcala · Anda · Asingan · Balungao · Bani · Basista · Bautista · Bayambang · Binalonan · Binmaley · Bolinao · Bugallon · Burgos · Calasiao · Dagupan · Dasol · Infanta · Labrador · Laoac · Lingayen · Mabini · Malasiqui · Manaoag · Mangaldan · Mangatarem · Mapandan · Natividad · Pozorrubio · Rosales · San Carlos · San Fabian · San Jacinto · San Manuel · San Nicolas · San Quintin · Santa Barbara · Santa Maria · Santo Tomas · Sison · Sual · Tayug · Umingan · Urbiztondo · Urdaneta · Villasis